# Kronometar (sport)
U brojnim sportovima, sportaši (ili momčadi) nastupaju u utrkama s pojedinačnim startom pri kojima se natječu samostalno u kronometru, natjecanju protiv sata nastojeći ostvariti što bolje vrijeme.
U cestovnom biciklizmu, pojedinačni kronometar ili TT (eng. time trial), te momčadski kronometar TTT (eng. team time trial) može biti samostalno jednodnevno natjecanje ili etapa u sklopu višednevne (etapne) utrke.
U brdskom biciklizmu (MTB) također se održavaju utrke na vrijeme - kratica XCT.
Utrke spusta (pojedinačni spust, DHI) i endura (END), najčešće se, odnosno redovito u enduru, odvijaju kao utrke na vrijeme s pojedinačnim startom, iako se tradicionalno ne nazivaju utrkama na kronometar.
U biciklističkim, skijaškotrkačkim ili biatlonskim, utrkama, sportaši startaju u pravilnim razmacima od 30 do 60 sekundi, što se naziva intervalski (intervalni) start.

## Vanjeske poveznice
- Južnokalifornijski kronometar  Arhivirana inačica izvorne stranice od 4. studenoga 2020. (Wayback Machine)
- Popis svih svjetskih kronometarskih prvaka  Arhivirana inačica izvorne stranice od 24. prosinca 2007. (Wayback Machine)